# Aloe fleurentiniorum x pubescens
Aloe fleurentiniorum x pubescens é uma espécie de liliopsida do gênero Aloe, pertencente à família Asphodelaceae.